# Stanislav Štrunc
Stanislav Štrunc (Plzeň, 30 ottobre 1942 – 8 novembre 2001) è stato un calciatore cecoslovacco, di ruolo attaccante.

## Biografia
Nato a Plzeň si sposò con la pallavolista Věra Štruncová anche egli partecipante ai Giochi olimpici di Messico 1968.

## Caratteristiche tecniche
Soprannominato Čáp (in italiano la Cicogna) data la lunghezza dei suoi arti inferiori, era un'ala destra molto veloce con un ottimo senso della posizione nonché un buon tiratore grazie alle consolidate capacità tecniche.

## Carriera

### Club
Cresciuto come portiere venne ben presto spostato in attacco visto il suo impeto e la sua notevole velocità. Iniziò la carriera agonistica nel Viktoria Plzeň segnando nel 1961 contro il Žilina la sua prima rete. 
Nel 1965 si trasferì tra le file del Dukla Praga con cui vinse un campionato cecoslovacco e due Coppe nazionali. 
L'8 marzo 1967 segnò la rete più importante della carriera, superando dal dischetto il portiere dei lancieri Gerrit Bals, contribuì alla storica qualificazione dei červenožlutý alle semifinali di Coppa dei Campioni 1966-1967. Si ripeté segnando nella semifinale di andata contro il Celtic.
Nel 1972, dopo 7 anni passati a Praga e 65 reti segnate in campionato, fece ritorno nel Viktorka. Il 28 maggio 1977, dopo 15 mesi dalla sua ultima rete, segnò contro l'Inter Bratislava il suo centesimo gol e nello stesso anno si ritirò dall'attività agonistica.

### Nazionale
Esordì con la nazionale maggiore il 12 giugno 1966 subentrando contro il Brasile nell'amichevole tenutasi allo Stadio Maracanã. La terza ed ultima presenza con la nazionale la ottenne a Praga il 25 ottobre 1970 in amichevole contro la Polonia.
Con la nazionale olimpica partecipò ai Giochi olimpici di Messico 1968.

## Statistiche

### Cronologia presenze e reti in nazionale
| Cronologia completa delle presenze e delle reti in nazionale ― Cecoslovacchia | Cronologia completa delle presenze e delle reti in nazionale ― Cecoslovacchia | Cronologia completa delle presenze e delle reti in nazionale ― Cecoslovacchia | Cronologia completa delle presenze e delle reti in nazionale ― Cecoslovacchia | Cronologia completa delle presenze e delle reti in nazionale ― Cecoslovacchia | Cronologia completa delle presenze e delle reti in nazionale ― Cecoslovacchia | Cronologia completa delle presenze e delle reti in nazionale ― Cecoslovacchia | Cronologia completa delle presenze e delle reti in nazionale ― Cecoslovacchia |
| Data                                                                          | Città                                                                         | In casa                                                                       | Risultato                                                                     | Ospiti                                                                        | Competizione                                                                  | Reti                                                                          | Note                                                                          |
| ----------------------------------------------------------------------------- | ----------------------------------------------------------------------------- | ----------------------------------------------------------------------------- | ----------------------------------------------------------------------------- | ----------------------------------------------------------------------------- | ----------------------------------------------------------------------------- | ----------------------------------------------------------------------------- | ----------------------------------------------------------------------------- |
| 12-6-1966                                                                     | Rio de Janeiro                                                                | Brasile                                                                       | 2 – 1                                                                         | Cecoslovacchia                                                                | Amichevole                                                                    | -                                                                             | 46’                                                                           |
| 7-10-1970                                                                     | Praga                                                                         | Cecoslovacchia                                                                | 1 – 1                                                                         | Finlandia                                                                     | Qual. Euro 1972                                                               | -                                                                             |                                                                               |
| 25-10-1970                                                                    | Praga                                                                         | Cecoslovacchia                                                                | 2 – 2                                                                         | Polonia                                                                       | Amichevole                                                                    | -                                                                             |                                                                               |
| Totale                                                                        |                                                                               | Presenze                                                                      | 3                                                                             |                                                                               | Reti                                                                          | 0                                                                             |                                                                               |

## Palmarès

### Club

#### Competizioni nazionali
- Coppa di Cecoslovacchia: 1

Dukla Praga: 1965-1966
- Coppa di Cecoslovacchia: 2

Dukla Praga: 1966, 1969